# Megophrys takensis
Espèce
Synonymes
- Xenophrys takensis (Mahony, 2011)

Megophrys takensis est une espèce d'amphibiens de la famille des Megophryidae.

## Répartition
Cette espèce est endémique de la province de Tak en Thaïlande.

## Étymologie
Son nom d'espèce, composé de tak et du suffixe latin -ensis, « qui vit dans, qui habite », lui a été donné en référence au lieu de sa découverte, la province de Tak.

## Publication originale
- Mahony, 2011 : Two new species of Megophrys Kuhl & van Hasselt (Amphibia: Megophryidae), from western Thailand and southern Cambodia. Zootaxa, no 2734, p. 23-39.